# Триліт

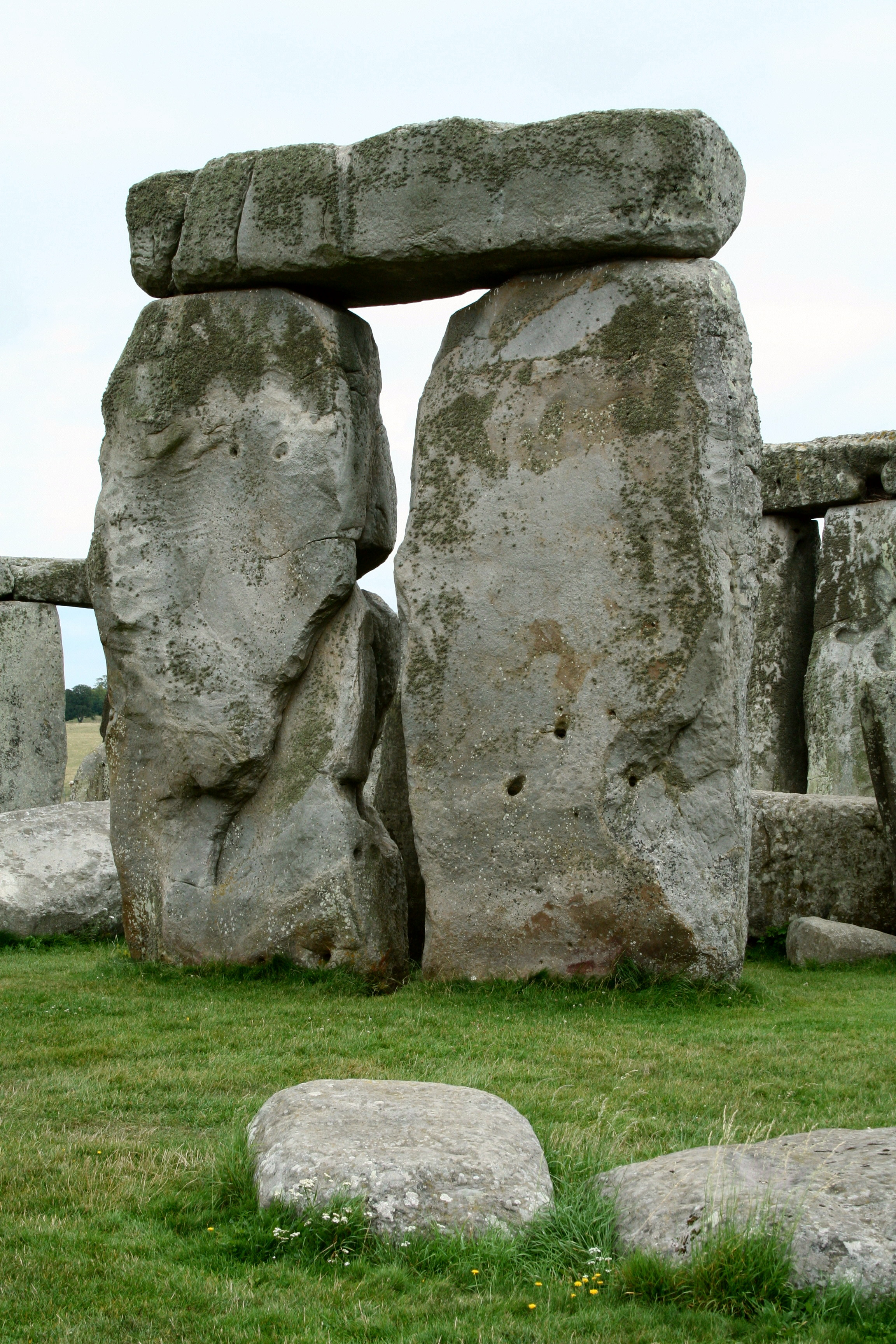
Триліт Стоунхенджу

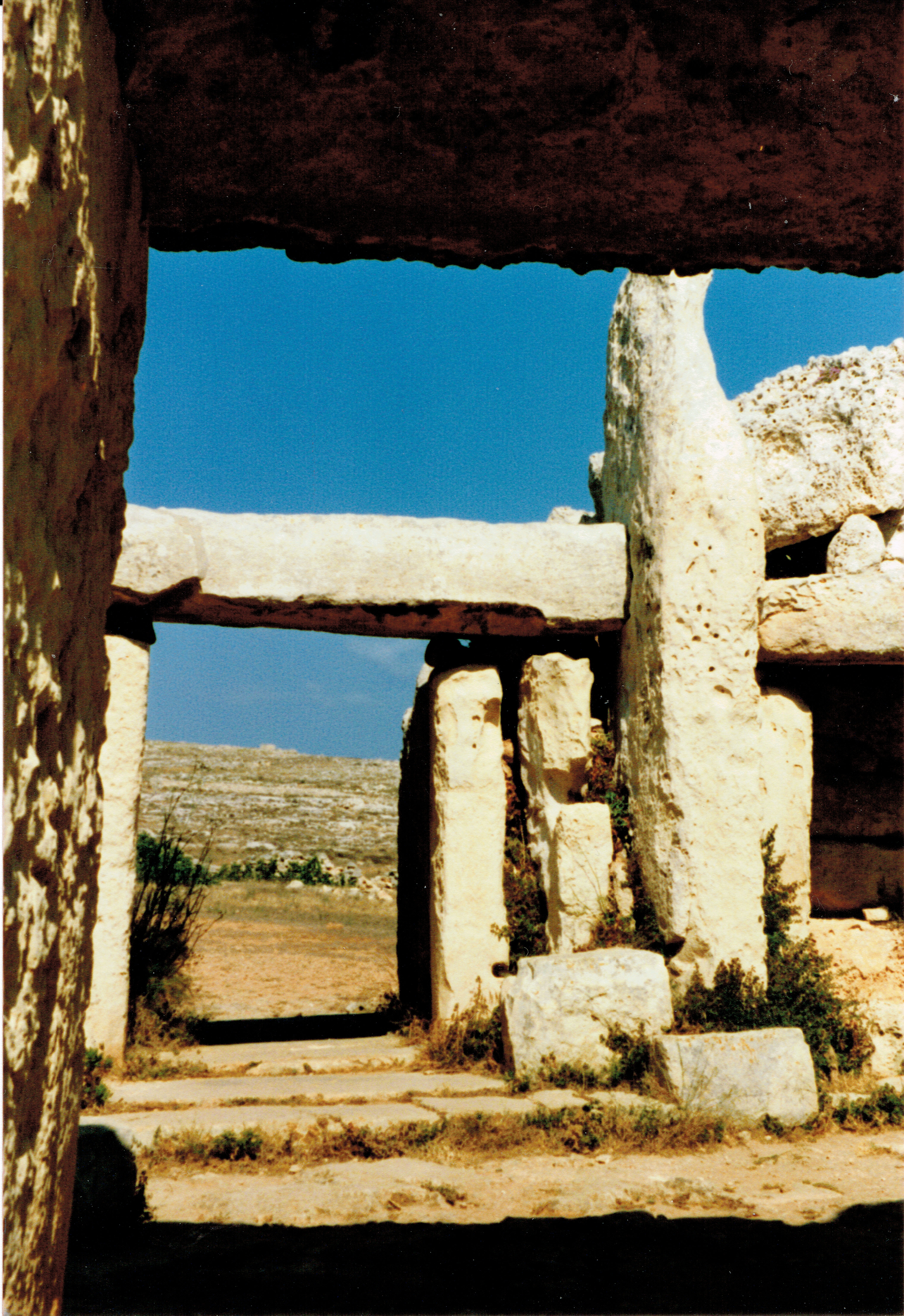
Вхідний триліт храмового комплексу Мнайдра на Мальті

Триліт (від грец. τρία (тріа) + λίϑος (літос) — три + камінь) — конструкція, яка складається з трьох мегалітів, два з яких встановлено вертикально, а один — горизонтально зверху.  
Слово трилітон походить від грецького «має три камені» (τρι- tri- «три» + λίθος líthos «камінь») і вперше було використано в сучасному археологічному сенсі Вільямом Стуклі.
Інші відомі трилітони включають ті, що знайдені в мегалітичних храмах Мальти (які, як і Стоунхендж, є об’єктом Всесвітньої спадщини ЮНЕСКО), Осіріон в Єгипті та Хаамонга-а-Мауї в Тонга, Полінезія. Цей термін також використовується для опису груп із трьох каменів у гробницях Хунебед у Нідерландах.